# José Palomino
José Palomino y Quintana (Madrid, 1755 - Las Palmas de Grande Canarie, 9 avril 1810) est un compositeur de musique classique et maître de chapelle espagnol.

## Biographie
José Palomino, né à Madrid en 1755, est le fils d'Antonia de la Quintana et de Francisco Mariano Palomino, un violoniste de Saragosse qui a travaillé dans les théâtres de Madrid à partir des années 40. Ses deux frères, Antoni et Pere, sont également des violonistes de renom. Il est un disciple de Antonio Rodríguez de Hita, et à un très jeune âge, il a toujours concouru pour une place à la chapelle royale de sa ville natale, finissant par la remporter en 1770, à 17 ans seulement. Pour des questions familiales, il doit déménager au Portugal, où le régent le prend à son service à Lisbonne, le remplissant de bienfaits.
À cette époque, il a déjà écrit de nombreux ouvrages, en particulier quatre Psaumes de vêpres et une messe solennelle en sol. L'invasion française trouble la paix de ce compositeur ; la famille royale doit se réfugier au Brésil, et lui, déjà malade, accepte le poste de maître de chapelle que lui propose le chapitre de Las Palmas de Grande Canarie. Là, il apporte des améliorations notables à la chapelle et aux archives, et compose un grand nombre d'œuvres religieuses, notamment certains Responsorios de Navidad (répons de Noël), qui sont chantés pendant de nombreuses années, le psaume Dixit Dominus, et d'autres.